# Reserva Extrativista Cazumbá-Iracema
A Reserva Extrativista do Cazumbá-Iracema é uma unidade de conservação federal do Brasil categorizada como reserva extrativista e criada por Decreto Presidencial em 19 de setembro de 2002 numa área de 750.794 hectares no estado do Acre.
Se localiza em Sena Madureira no Acre, e se chega por terra pelo Ramal do Cazumbá e pelo Ramal do Nacélio ou por água pelos rios Caéte e Macauã.